# Contea di Jianping
La contea di Jianping (建平县S, Jiànpíng XiànP) è una contea della Cina, situata nella provincia di Liaoning e amministrata dalla prefettura di Chaoyang.